# Troglodytes monticola
Troglodytes monticola là một loài chim trong họ Troglodytidae.